# 古賀裕也
古賀 裕也（こが ひろや、1940年 - 不詳）は、日本の任侠系街宣右翼、特殊株主、政治活動家。

## 人物・政歴
事件屋、総会屋として知られる古賀隆助の兄。
長崎県の街宣右翼『領土問題研究会』の荒牧敬三が、1982年12月に結党した政治団体『日本自由民主党』を譲り受け、東京に移し第2代党首になった。
翌1983年4月の東京都知事選挙に『日本自由民主党』公認で初出馬。自由民主党推薦の現職、鈴木俊一が通例に従い無所属で立候補したため、一部の有権者に混同を生じさせ、19,304票を獲得。赤尾敏（19,234票）を上回る3位に着け、減票工作は成功した。
同年6月の第13回参議院議員通常選挙には当初、『日本自由民主党』を確認団体として新設の比例代表区に9名の候補者を送る予定だったが、中央選挙管理会によって却下され、東京都選挙区から原田興（はらだ おき）を擁立したのみに留まった。
また同年12月の第37回衆議院議員総選挙では、旧東京1区から北嶋雅彦を、旧長崎2区から小林建を、各々『日本自由民主党』公認候補として擁立。更に古賀本人も、常連候補の田尻容基（伯夷叔斎得仁会、日本文化始租王仁博士顕彰会等）から譲り受けた『日本公明党』の公認候補として旧東京3区から出馬し、グループの総力を結集して創価学会及び池田大作批判を展開した。
「鶴タブー」に正面から挑んだ主張は一部の有権者に受け入れられ、『日本自由民主党』『日本公明党』の公認候補は全員落選したものの、居並ぶ諸派候補の中にあって最上位に食い込む健闘を見せた。古賀の選挙対策事務所に「秋谷栄之助」名義で賛助金が届けられる等の珍事も生じ、週刊誌ネタになった。
その後、1986年の衆参同日選挙に参院選（比例代表区）から『日本公明党』を確認団体申請したが、中央選管に再却下され、代わりに衆院選（中選挙区）で候補者擁立を画策したものの、結局出馬断念に追い込まれた。これと前後して『全国人権擁護連盟』委員長を名乗る古賀が、東北歯科大学（現奥羽大学）に対する恐喝で摘発され、以降沙汰止みになっている。

## 参考
- 『週刊サンケイ』1984年2月16日号
- 『週刊新潮』1986年6月26日号
- 『私は山崎正友を詐欺罪から救った!! アウトローが明かす巨額“手形詐欺”事件の真実』（塚本貴胤[2]、論創社、2002年、ISBN 9784846005313）
  - 創価学会寄り論調。山崎は古賀の刑務所仲間で、資金供与し選挙活動させた黒幕だと指弾しているが、真相は藪の中。古賀出席の立会演説会場に、古賀派の運動員と共に山崎がいたとの目撃情報もあった。

## 脚註
1. ↑  自由民主党(自民党）とは別物
2. ↑  大嶋組舎弟と自称しているが、山口組内の肩書を間違えるなど内容の信憑性に疑問が残る